# Jean de Vienne
Jean de Vienne (n. 1341, Dole, Franche-Comté⁠(d), Franța – d. 25 septembrie 1396, Nicopole, Imperiul Otoman) a fost un cavaler francez și amiral al Franței în timpul Războiului de 100 de ani. Jean de Vienne s-a născut în Dole, în ceea ce este acum Franche-Comté.

## Cariera militară
Ca nobil, și-a început cariera militară la vârsta de 19 ani, ca la 21 să ajungă cavaler.
La vârsta de 24, de Vienne a fost făcut căpitan-general pentru Franche-Comté. În 1373, Carol al V-lea l-a numit amiral al Franței. De Vienne a reorganizat marina, a început un program important de construcție, a creat o gardă de coastă eficientă, paza de navigare, a montat ceasuri de-a lungul coastelor și a atribuit licențe pentru construirea și vânzarea de nave.
Jean de Vienne a fost unul dintre primii care au înțeles că numai prin operațiuni navale ar putea afecta grav Anglia. În acest scop, el a cerut un sprijin puternic din partea monarhiei franceze și a efectuat mai multe expediții  în porturile din sudul Angliei.
Între 1381 și 1385, de Vienne a luptat împotriva flamanzilor, în special în timpul bătăliei de Roosebeke. În căutarea visului său de a pune în pericol Anglia, în 1385 el a folosit o flotă formată din 180 de nave care să debarce o armată în Scoția cu intenția de a invada teritoriul englez, dar trupele au fost obligate să se retragă.  După ce Carol al VI-lea l-a succedat pe tatăl său, Carol al V-lea, la tronul Franței, marina a fost lăsată de izbeliște, deoarece regele nu împărtășea îngrijorarea tatălui său pentru afacerile navale. Dezamăgit, de Vienne a participat la asediul Mahdiei și s-a alăturat în cruciada regelui Sigismund de Luxemburg împotriva Imperiului Otoman. A fost ucis în bătălia de la Nicopole, de pe teritoriul actualei Bulgarii.

## Moștenirea
Câteva vase din Marina Franței au fost numite după Jean de Vienne, cele mai notabile fiind:
- Cuirasatul Jean de Vienne; terminat în 1937, aceasta a fost abandonată în 1942 la Toulon.
- Fregata Jean de Vienne (D643), terminată în 1984, aflându-se încă în servici.